# Marshon Lattimore
Marshon Lattimore (nacido el 20 de mayo de 1996) es un jugador profesional estadounidense de fútbol americano que juega en la posición de cornerback y actualmente milita en los Washington Commandes New Orleans Saints de la National Football League (NFL).

## Biografía
Lattimore asistió a la preparatoria Glenville High School en Cleveland, Ohio, donde practicó fútbol americano. Al finalizar la preparatoria, fue considerado como un atleta cuatro estrellas por Rivals.com.
Posteriormente, asistió a la Universidad Estatal de Ohio donde jugó con los Ohio State Buckeyes desde 2014 hasta 2016. En su primer año fue un jugador reserva y en su segundo año solo participó en siete juegos debido a lesiones en el tendón de la corva. En su último año, fue nombrado al primer equipo All-Big Ten, luego de registrar 41 tacleadas y cuatro intercepciones para un touchdown.

## Carrera

### New Orleans Saints
Lattimore fue seleccionado por los New Orleans Saints en la primera ronda (puesto 11) del Draft de la NFL de 2017 y fue firmado por cuatro años y $15.36 millones, con un bono por firmar de $9.31 millones.
Lattimore terminó su año de novato con 52 tacleadas combinadas (43 en solitario), 18 desvíos de pase, cinco intercepciones y un touchdown en 13 juegos como titular. Fue invitado a su primer Pro Bowl y fue nombrado como el Novato Defensivo del Año de la NFL. Además, recibió una calificación general de 90.5 por parte de Pro Football Focus, la cuarta mejor entre todos los esquineros de 2017.
En 2018, registró 59 tacleadas combinadas, 12 desvíos de pase, dos intercepciones, cuatro balones sueltos forzados y tres recuperaciones de balones sueltos en 16 juegos como titular. Ayudó a los Saints a terminar con marca de 13-3 y llegar al Juego de Campeonato de la NFC, el cual perdieron ante Los Angeles Rams por 26-23 en tiempo extra.
En 2019, fue invitado a su segundo Pro Bowl y registró 57 tacleadas, una intercepción y 14 pases defendidos en 14 juegos como titular.
En 2020, registró 62 tacleadas, 11 pases defendidos y dos intercepciones para 13 yardas en 14 juegos como titular. Fue nombrado a su tercer Pro Bowl junto a sus compañeros Andrus Peat, Terron Armstead, Alvin Kamara y Cameron Jordan.

### Washington Commanders
El 5 de noviembre de 2024 es canjeado a los Washington Commanders a cambio de la 3a, 4a y 6a ronda del Draft 2025.

## Estadísticas generales
|  | Seleccionado al Pro Bowl |

| Año   | Equipo | Juegos | Juegos | Tacleadas | Tacleadas | Tacleadas | Tacleadas | Intercepciones | Intercepciones | Intercepciones | Intercepciones | Intercepciones | Intercepciones | Balones sueltos | Balones sueltos | Balones sueltos | Balones sueltos |
| Año   | Equipo | GP     | GS     | Comb      | Total     | Ast       | Sck       | PDef           | Int            | Yds            | Avg            | Lng            | TDs            | FF              | FR              | Yds             | TDs             |
| ----- | ------ | ------ | ------ | --------- | --------- | --------- | --------- | -------------- | -------------- | -------------- | -------------- | -------------- | -------------- | --------------- | --------------- | --------------- | --------------- |
| 2017  | NO     | 13     | 13     | 52        | 43        | 9         | 0.0       | 18             | 5              | 85             | 17.0           | 33             | 1              | 1               | 1               | 0               | 0               |
| 2018  | NO     | 16     | 16     | 59        | 49        | 10        | 0.0       | 12             | 2              | 0              | 0.0            | 0              | 0              | 4               | 3               | 91              | 0               |
| 2019  | NO     | 14     | 14     | 57        | 46        | 11        | 0.0       | 14             | 1              | 0              | 0.0            | 0              | 0              | 0               | 0               | --              | --              |
| 2020  | NO     | 14     | 14     | 62        | 52        | 10        | 0.0       | 11             | 2              | 13             | 6.5            | 13             | 0              | 0               | 0               | --              | --              |
| 2021  | NO     | 16     | 16     | 68        | 55        | 13        | 0.0       | 19             | 3              | 35             | 11.7           | 20             | 0              | 0               | 1               | 1               | 0               |
| 2022  | NO     | 7      | 7      | 29        | 20        | 9         | 0.0       | 4              | 1              | 12             | 12.0           | 12             | 1              | 0               | 0               | --              | --              |
| 2023  | NO     | 10     | 10     | 48        | 39        | 9         | 0.0       | 8              | 1              | 0              | 0.0            | 0              | 0              | 0               | 0               | --              | --              |
| 2024  | NO     | 7      | 7      | 30        | 22        | 8         | 0.0       | 2              | 0              | 0              | 0.0            | 0              | 0              | 0               | 0               | --              | --              |
| 2024  | WAS    | 2      | 2      | 4         | 3         | 1         | 0.0       | 3              | 0              | 0              | 0.0            | 0              | 0              | 0               | 0               | --              | --              |
| Total | Total  | 99     | 99     | 409       | 329       | 80        | 0.0       | 91             | 15             | 145            | 9.7            | 33             | 2              | 5               | 5               | 92              | 0               |

Fuente: Pro-Football-Reference.com